# Rahil Məmmədov
Rahil Sərvər oğlu Məmmədov (Baku, 24 novembre 1995) è un calciatore azero, difensore del Radomiak Radom.

## Palmarès

### Club

#### Competizioni nazionali
- Campionato azero: 3

Qarabağ: 2018-2019, 2019-2020, 2022-2023